# Список кантри-хитов № 1 2011 года (Billboard)

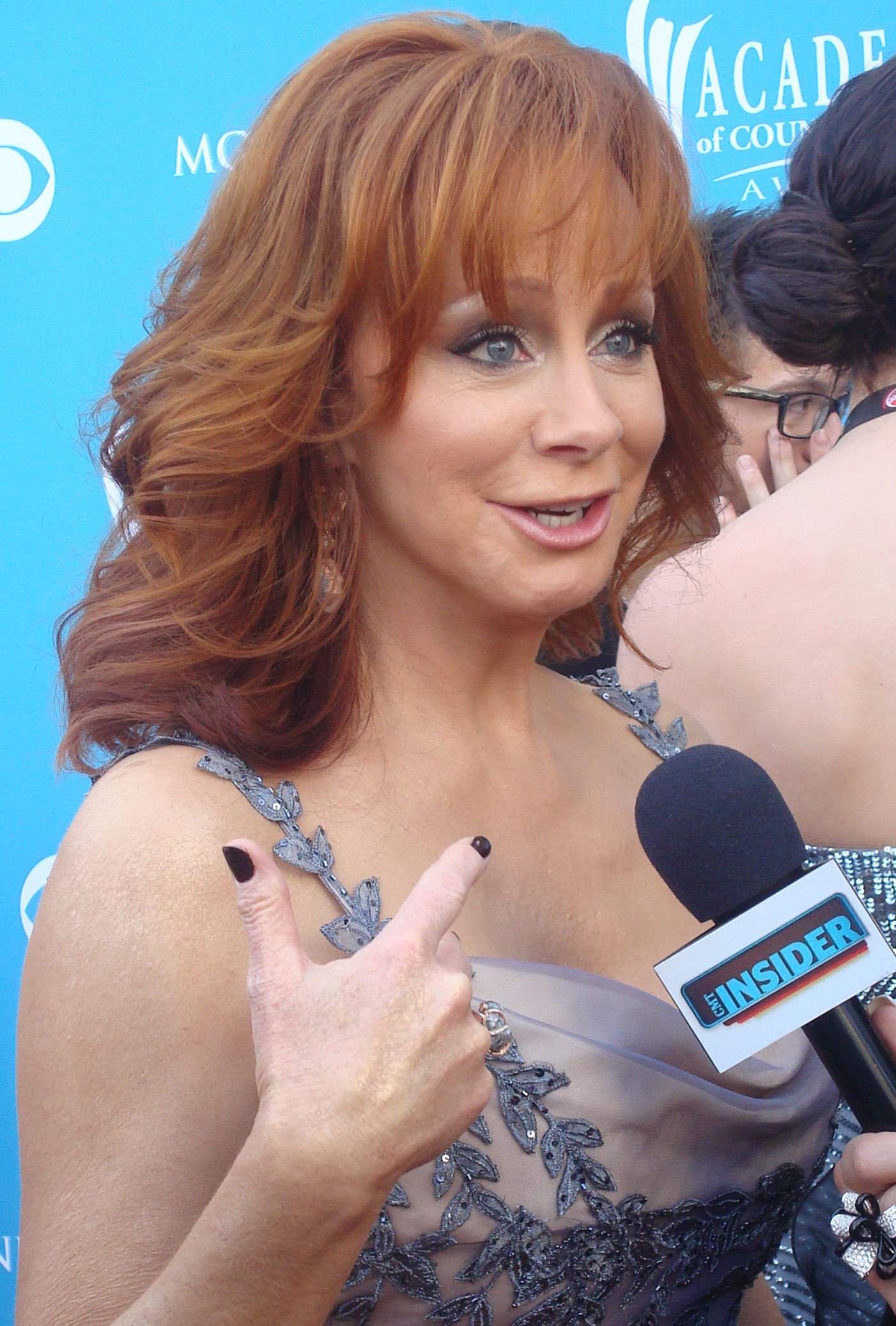
Реба Макинтайр возглавила чарт в первую неделю года с песней «Turn On the Radio»

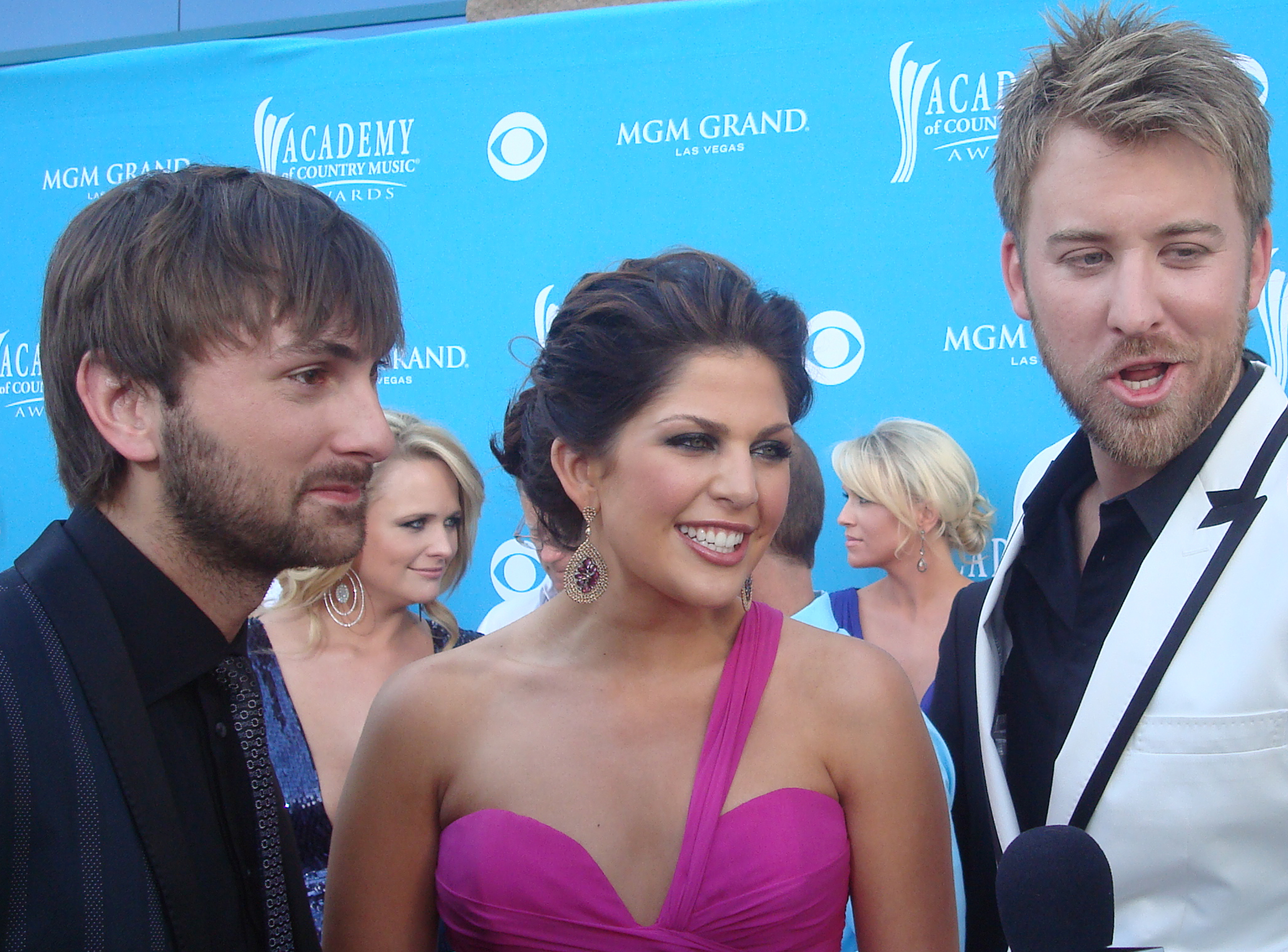
Группа Lady Antebellum дважды за год возглавляла кантри-чарт синглов (на 44й церемонии Country Music Award, 2010)

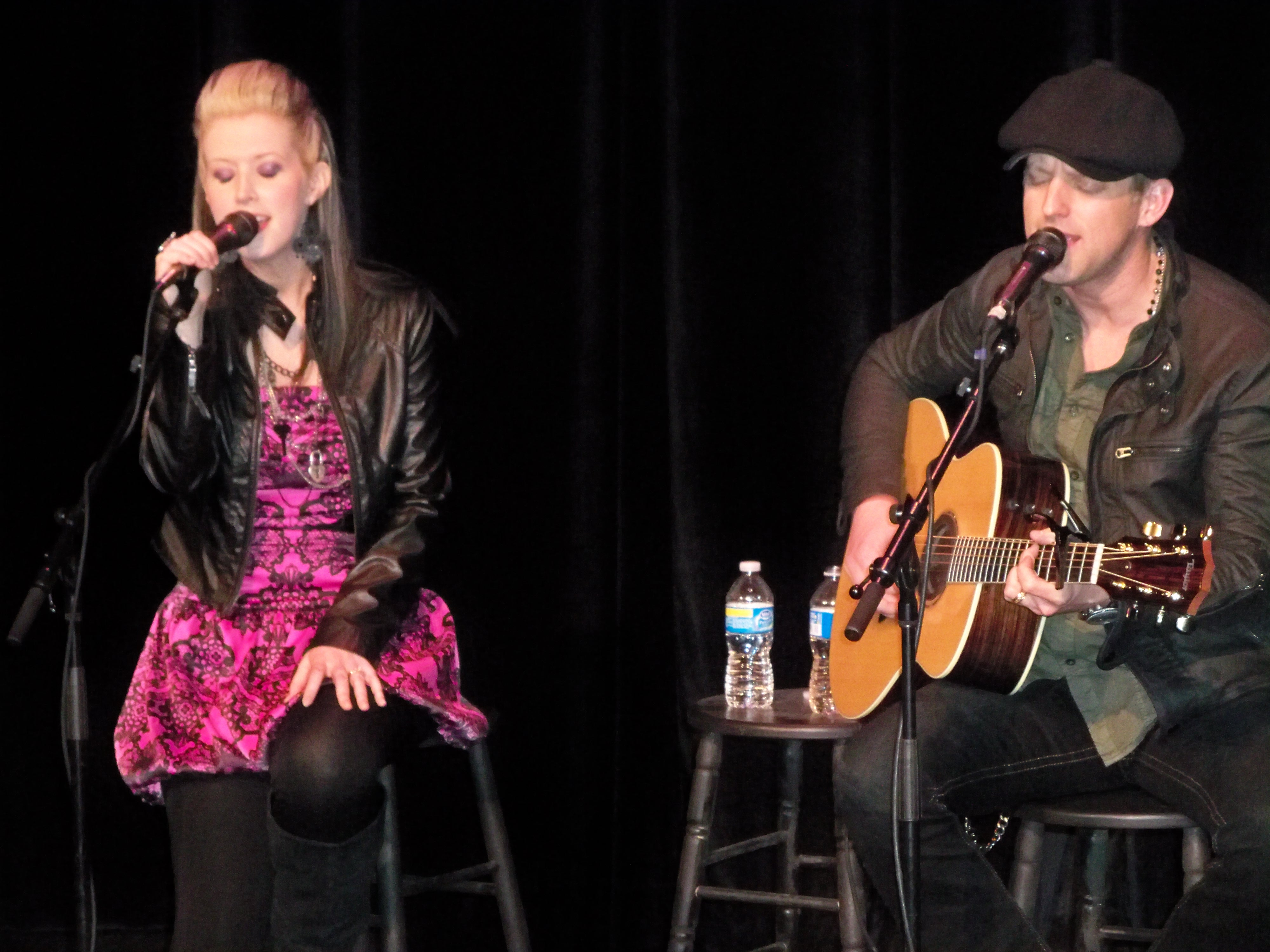
Семейный дуэт муж и жена Thompson Square впервые возглавили хит-парад.

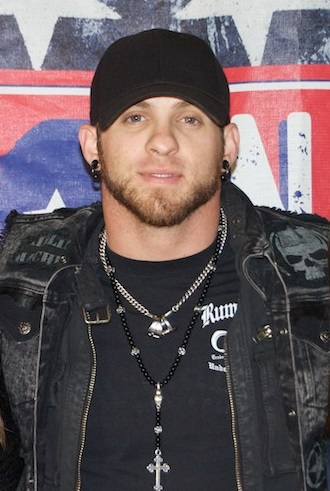
Брэнтли Гилберт также впервые достиг первого места с хитом «Country Must Be Country Wide».

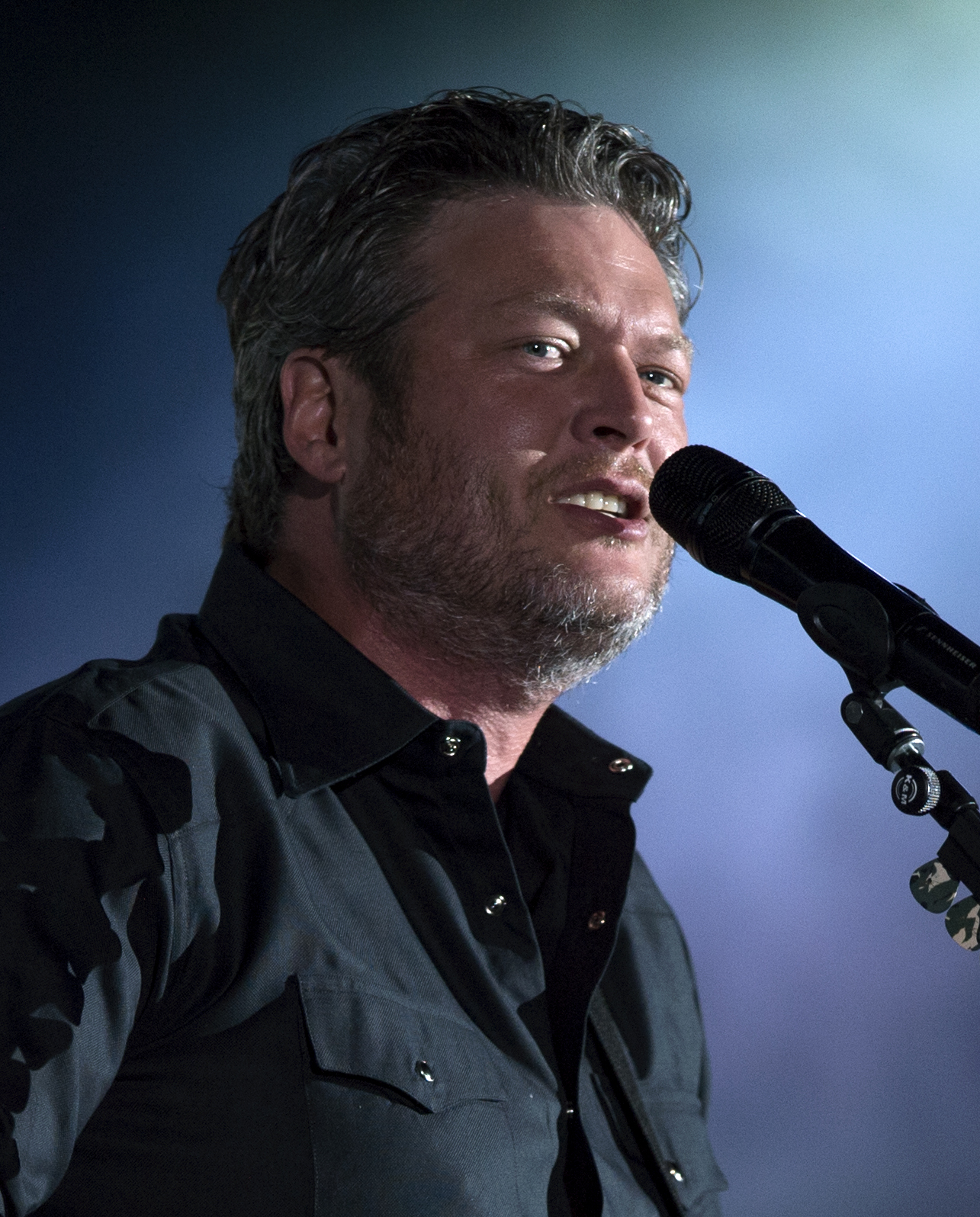
Блейк Шелтон восемь недель в году был на первом месте — больше чем кто-либо.

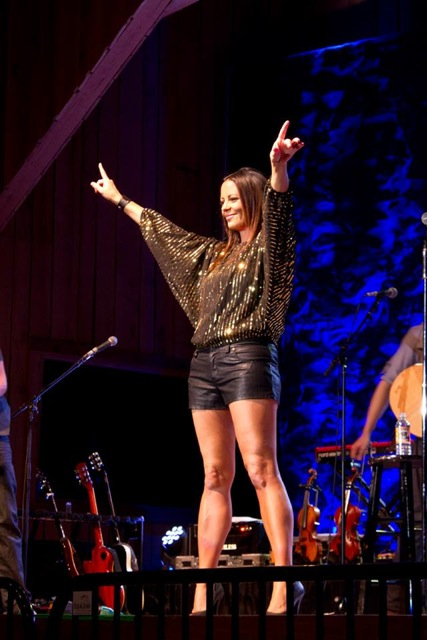
Сара Эванс стала единственной женщиной, сольно возглавлявшей кантри-чарт более одной недели.

Список кантри-хитов № 1 2011 года включает самые популярные песни жанра кантри-музыки, которые возглавляли американский хит-парад Hot Country Songs журнала Billboard в 2011 году. За весь год 34 различные песни возглавляли чарт в 52 выпусках журнала, основанном на еженедельной ротации по данным радиостанций кантри-музыки поданным Nielsen Broadcast Data Systems.
Четыре исполнителя возглавили хит-парад впервые. Первым стал дуэт Thompson Square, которые провели одну неделю на № 1 в апреле с хитом «Are You Gonna Kiss Me or Not». В сентябре Jake Owen достиг первого места впервые в своей карьере с песней «Barefoot Blue Jean Night» после чего в ноябре в лидеры вышел сингл «Crazy Girl» в исполнении группы Eli Young Band. Хотя он и провёл на вершине лишь неделю, но именно «Crazy Girl» стал номером один в годовом итоговом хит-параде журнала Billboard среди самых популярных кантри-песен. Ещё одним новичком на вершине чарта стал Брэнтли Гилберт с хитом «Country Must Be Country Wide», который лидировал одну неделю в декабре.

## История
- В первую неделю года с 1 января лидером чарта стала Риба Макинтайр (указанная в этом релизе просто как Reba), когда её сингл «Turn On the Radio» сместил песню «Why Wait» группы Rascal Flatts, возглавлявший хит-парад журнала Billboard с 18 декабря 2010 года[8][9]. Для это её 25-й чарттоппер в карьере, что позволило её сравняться с рекордным для женщин достижением, принадлежавшим королеве музыки кантри Долли Партон[10].
- 19 февраля кантри-певец Крис Янг с песней Voices взошёл наконец-то на первое место после 51 недели восхождения на вершину (с перерывом: 20+31), поставив тем самым рекорд кантри-чарта (а дебютировал он почти год назад на 36 месте). Предыдущий рекорд был равен 41 недели: Tracy Lawrence с песней Find Out Who Your Friends Are в 2007 году[11].
- Блейк Шелтон провёл на первом месте восемь недель, то есть больше чем-кто-либо в 2011 году, в том числе его песня «Honey Bee» провела четыре недели на вершине чарта, больше любого другого трека. Шелтон стал одним из двух исполнителей (вторым стала группа Zac Brown Band), имевшим три песни на первом месте. Джейсон Алдин, Кенни Чесни, Lady Antebellum, Брэд Пейсли и Крис Янг получили по два чарттоппера. Оба хита Пейсли были коллаборациями с другими исполнителями, один с Carrie Underwood, а другой с группой Alabama[12].
- Сара Эванс получила свой первый чарттоппер с 2005 года благодаря хиту «A Little Bit Stronger» и была единственной женщиной сольно возглавлявшей хит-парад более одной недели[13].
- 4 июня группа Alabama увеличили свой рекорд среди групп до 33 чарттопперов, участвуя в исполнении хита Brad Paisley «Old Alabama». Появление ветеранов кантри с песней «Old Alabama» стало сенсацией, а хит стал номером один впервые за 18 лет[14].
- 17 сентября чарт Hot Country Songs возглавил сингл «Barefoot Blue Jean Night» Джейка Оуэна, для которого это 1-й чарттоппер[15].
- 19 ноября группа Eli Young Band с песней Crazy Girl почти приблизилась к рекорду Криса Янга. Они спустя 38 недель также дошли до первого места[11].
- 26 ноября Тейлор Свифт получила свой 5-й из восьми чарттопперов, заявившись на первом месте с песней «Sparks Fly»[14].
- В последнюю неделю года лидером стал сингл «Keep Me in Mind» группы Zac Brown Band[16].

## Список
| Дата        | Песня                            | Исполнитель                                | Примечание    |
| ----------- | -------------------------------- | ------------------------------------------ | ------------- |
| 1 января    | Turn On the Radio                | Риба Макинтайр                             | [ 17 ] [ 18 ] |
| 8 января    | Felt Good on My Lips             | Тим Макгро                                 | [ 19 ] [ 20 ] |
| 15 января   | Felt Good on My Lips             | Тим Макгро                                 | [ 21 ] [ 22 ] |
| 22 января   | Felt Good on My Lips             | Тим Макгро                                 | [ 23 ] [ 24 ] |
| 29 января   | Somewhere with You               | Кенни Чесни                                | [ 25 ] [ 26 ] |
| 5 февраля   | Somewhere with You               | Кенни Чесни                                | [ 27 ] [ 28 ] |
| 12 февраля  | Somewhere with You               | Кенни Чесни                                | [ 29 ] [ 30 ] |
| 19 февраля  | Voices                           | Крис Янг                                   | [ 31 ] [ 32 ] |
| 26 февраля  | Someone Else Calling You Baby    | Люк Брайан                                 | [ 33 ] [ 34 ] |
| 5 марта     | Who Are You When I'm Not Looking | Блейк Шелтон                               | [ 35 ] [ 36 ] |
| 12 марта    | Don't You Wanna Stay             | Джейсон Олдин и Келли Кларксон             | [ 37 ] [ 38 ] |
| 19 марта    | Don't You Wanna Stay             | Джейсон Олдин и Келли Кларксон             | [ 39 ] [ 40 ] |
| 26 марта    | Don't You Wanna Stay             | Джейсон Олдин и Келли Кларксон             | [ 41 ] [ 42 ] |
| 2 апреля    | Let Me Down Easy                 | Билли Каррингтон                           | [ 43 ] [ 44 ] |
| 9 апреля    | Are You Gonna Kiss Me or Not     | Thompson Square                            | [ 45 ] [ 46 ] |
| 16 апреля   | Colder Weather                   | Zac Brown Band                             | [ 47 ] [ 48 ] |
| 23 апреля   | Colder Weather                   | Zac Brown Band                             | [ 49 ] [ 50 ] |
| 30 апреля   | This                             | Дариус Ракер                               | [ 51 ] [ 52 ] |
| 7 мая       | Live a Little                    | Кенни Чесни                                | [ 53 ] [ 54 ] |
| 14 мая      | A Little Bit Stronger            | Сара Эванс                                 | [ 55 ] [ 56 ] |
| 21 мая      | A Little Bit Stronger            | Сара Эванс                                 | [ 57 ]        |
| 28 мая      | Heart Like Mine                  | Миранда Ламберт                            | [ 58 ] [ 59 ] |
| 4 июня      | Old Alabama                      | Брэд Пейсли при участии Alabama            | [ 60 ] [ 61 ] |
| 11 июня     | Old Alabama                      | Брэд Пейсли при участии Alabama            | [ 62 ]        |
| 18 июня     | Without You                      | Кит Урбан                                  | [ 63 ]        |
| 25 июня     | Honey Bee                        | Блейк Шелтон                               | [ 64 ]        |
| 2 июля      | Honey Bee                        | Блейк Шелтон                               | [ 65 ]        |
| 9 июля      | Honey Bee                        | Блейк Шелтон                               | [ 66 ]        |
| 16 июля     | Honey Bee                        | Блейк Шелтон                               | [ 67 ]        |
| 23 июля     | If Heaven Wasn't So Far Away     | Джастин Мур                                | [ 68 ]        |
| 30 июля     | Dirt Road Anthem                 | Джейсон Алдин                              | [ 69 ]        |
| 6 августа   | Tomorrow                         | Крис Янг                                   | [ 70 ]        |
| 13 августа  | Knee Deep                        | Zac Brown Band при участии Джимми Баффетта | [ 71 ]        |
| 20 августа  | Just a Kiss                      | Lady Antebellum                            | [ 72 ]        |
| 27 августа  | Just a Kiss                      | Lady Antebellum                            | [ 73 ]        |
| 3 сентября  | Am I the Only One                | Диркс Бентли                               | [ 74 ]        |
| 10 сентября | Remind Me                        | Брэд Пейсли при участии Кэрри Андервуд     | [ 75 ]        |
| 17 сентября | Barefoot Blue Jean Night         | Джейк Оуэн                                 | [ 76 ]        |
| 24 сентября | Barefoot Blue Jean Night         | Джейк Оуэн                                 | [ 77 ]        |
| 1 октября   | Take a Back Road                 | Родни Аткинс                               | [ 78 ]        |
| 8 октября   | Take a Back Road                 | Родни Аткинс                               | [ 79 ]        |
| 15 октября  | Made in America                  | Тоби Кит                                   | [ 80 ]        |
| 22 октября  | Long Hot Summer                  | Кит Урбан                                  | [ 81 ]        |
| 29 октября  | God Gave Me You                  | Блейк Шелтон                               | [ 82 ]        |
| 5 ноября    | God Gave Me You                  | Блейк Шелтон                               | [ 83 ]        |
| 12 ноября   | God Gave Me You                  | Блейк Шелтон                               | [ 84 ]        |
| 19 ноября   | Crazy Girl                       | Eli Young Band                             | [ 85 ]        |
| 26 ноября   | Sparks Fly                       | Тейлор Свифт                               | [ 86 ]        |
| 3 декабря   | Country Must Be Country Wide     | Брэнтли Гилберт                            | [ 87 ]        |
| 10 декабря  | We Owned the Night               | Lady Antebellum                            | [ 88 ]        |
| 17 декабря  | We Owned the Night               | Lady Antebellum                            | [ 89 ]        |
| 24 декабря  | Keep Me in Mind                  | Zac Brown Band                             | [ 16 ]        |
| 31 декабря  | Keep Me in Mind                  | Zac Brown Band                             | [ 90 ]        |